# Zygiella carpenteri
Zygiella carpenteri is een spinnensoort uit de familie van de Phonognathidae.
De wetenschappelijke naam van de soort werd in 1951 gepubliceerd door Allan Frost Archer.